# Кула (місто, Болгарія)
Кула (болг. Кула) — місто в Болгарії. Розташовано у Відинській області, входить до складу громади Кула. Населення становить 3,2 тисячі чоловік.

## Політична ситуація
Кмет (мер) громади Кула — Марко Петров Петров (БСП).

## Відомі особистості
У місті народився:
- Михаїл Міков (* 1960) — болгарський правник і політик.

## Карти
- bgmaps.com[недоступне посилання з липня 2019]
- emaps.bg[недоступне посилання з червня 2019]
- Google